# Albin Dukowski
Albin Dukowski (* 4. Juni 1954 in Vancouver) ist ein ehemaliger kanadischer Sprinter.
In der 4-mal-100-Meter-Staffel gewann er bei den Panamerikanischen Spielen 1975 in Mexiko-Stadt Bronze und wurde bei den Olympischen Spielen in Montreal Achter.

## Persönliche Bestzeiten
- 100 m: 10,71 s, 1975
- 200 m: 20,9 s, 15. Juli 1973, Montreal